# هيزل هاريسون
هيزل هاريسون (بالإنجليزية: Hazel Harrison)‏ هي عازفة بيانو أمريكية، ولدت في 12 مايو 1883 في لا بورت في الولايات المتحدة، وتوفيت في 29 أبريل 1969.